# Семенові люди
Семенові люди — рештки орди Сеїд-Ахмеда (онук хана Тохтамиша), розбитого 1455 кримським ханом Хаджи-Гіреєм і довічно ув'язненого в Литві. Київський князь Семен Олелькович осадив частину розгромлених ординців у межах своїх володінь (зокрема на Остерщині). У 1480—90-х рр. ці «київські татари» перетворилися на об'єкт претензій кримського хана Менглі-Ґерея I, котрий вимагав від литовських великих князів Казимира (див. Казимир IV) та Олександра їх видачі з переходом під його зверхність наданих їм земель.